# Oedip rege
Oedip rege (Greaca veche:Οἰδίπους Τύραννος, Oidipous Tyrannos) este o tragedie scrisă de Sofocle, considerată una din cele mai bune piese de teatru ale Antichității. A fost jucată pentru prima dată pe la aproximativ 429 î.Hr.. Firul narativ al piesei este continuat în tragediile Oedip la Colonos și Antigona.

## Personaje
- Oedip, regele Tebei
- Iocasta, mama lui Oedip și regina Tebei
- Creon, fratele Iocastei
- Tiresias, prorocul orb
- Preotul lui Zeus
- Vestitorul
- Slujitorul lui Laios
- Păstorul bătrân
- Corifeul
- Corul, alcătuit din bătrâni tebani

## Sumar
Tragedia „Oedip rege” începe cu freamătul cetății Teba, care se afla în fața unui chin: plantele, animalele și femeile erau sterile, iar ciuma făcea nenumărate victime. Tebanii vin să ceară ajutorul lui Oedip, regele Tebei, care îi scăpase și de Sfinx, răspunzând corect la ghicitoarea acestuia. Creon, cumnatul lui Oedip, este trimis la oracol să afle de ce s-a abătut această nenorocire asupra Tebei. Oracolul motivează prin faptul că moartea lui Laios, predecesorul lui Oedip, nu a fost ispășită. În scopul de a afla cine l-a omorât pe Laios, Oedip cere să fie întrebat Tiresias, bătrânul profet orb. Tiresias îi spune lui Oedip că el este ucigașul lui Laios. Crezând că Tiresias și Creon au complotat împotriva lui, Oedip se ceartă cu ei. Soția sa, Iocasta, alături de care are patru copii, doi băieți - Eteocles și Polynikes - și două fete, Antigona și Ismena, îl liniștește spunându-i că lui Laios i s-a prezis că va fi ucis de propriul fiu, pe care l-au dat spre adopție în alt ținut pentru a evita această tragedie. În acel moment, Oedip își amintește motivul pentru care a venit în Teba: acela de a se îndepărta de familie ca să nu-și omoare tatăl, după cum i-a fost zis la naștere. La o răscruce, Oedip are un conflict cu un grup de tâlhari, astfel ucigându-și tatăl, deghizat să nu fie recunoscut ca rege. Oedip suferă o cadere nervoasă, scoțându-și ochii, considerând că aceștia sunt cei din cauza cărora nu a văzut adevărul.